# ジオクリエイター
ジオクリエイターとは、ジオシティーズでホームページ作成に使えるWYSIWYG型のオンラインエディタのこと。

## 機能
ジオシティーズでウェブページアドレスを取得すれば誰でも使えるため、初心者にもやさしく作られている。しかし、上級レベルのホームページはHTMLエディタというソフトのほうが明らかに使える。HTML形式でパソコン本体に保存も可能で、間違えた時用にバックアップファイルを保存して置ける。

## 使う条件
自分専用のウェブページアドレスをジオシティーズで取得すれば無料で使用できる。
ジオシティーズに登録するにはYahoo!にログインせねばならない。また、編集するにもパスワードが必要。